# E-Werk (Erlangen)
Das E-Werk ist ein Veranstaltungs- und Kulturzentrum im Zentrum der mittelfränkischen Stadt Erlangen. Es entstand 1982 mit dem Umzug zweier Jugendzentren in das stillgelegte Elektrizitätswerk an der Fuchsenwiese 1. Schwerpunkt ist die Kulturarbeit mit Konzerten, Theateraufführungen und Lesungen. Daneben gibt es Diskussionsveranstaltungen, diverse Initiativen und Gruppen und ein breites Angebot an Nachwuchsförderung.
Das Gebäude besitzt mehrere große Veranstaltungs- und Seminarräume und verfügt über eine Gesamtkapazität von 2.500 Besuchern auf über 2.500 Quadratmetern, die sich auf drei Stockwerke verteilen. Daneben beherbergte es auch ein Programmkino sowie eine Bar mit Restaurant.

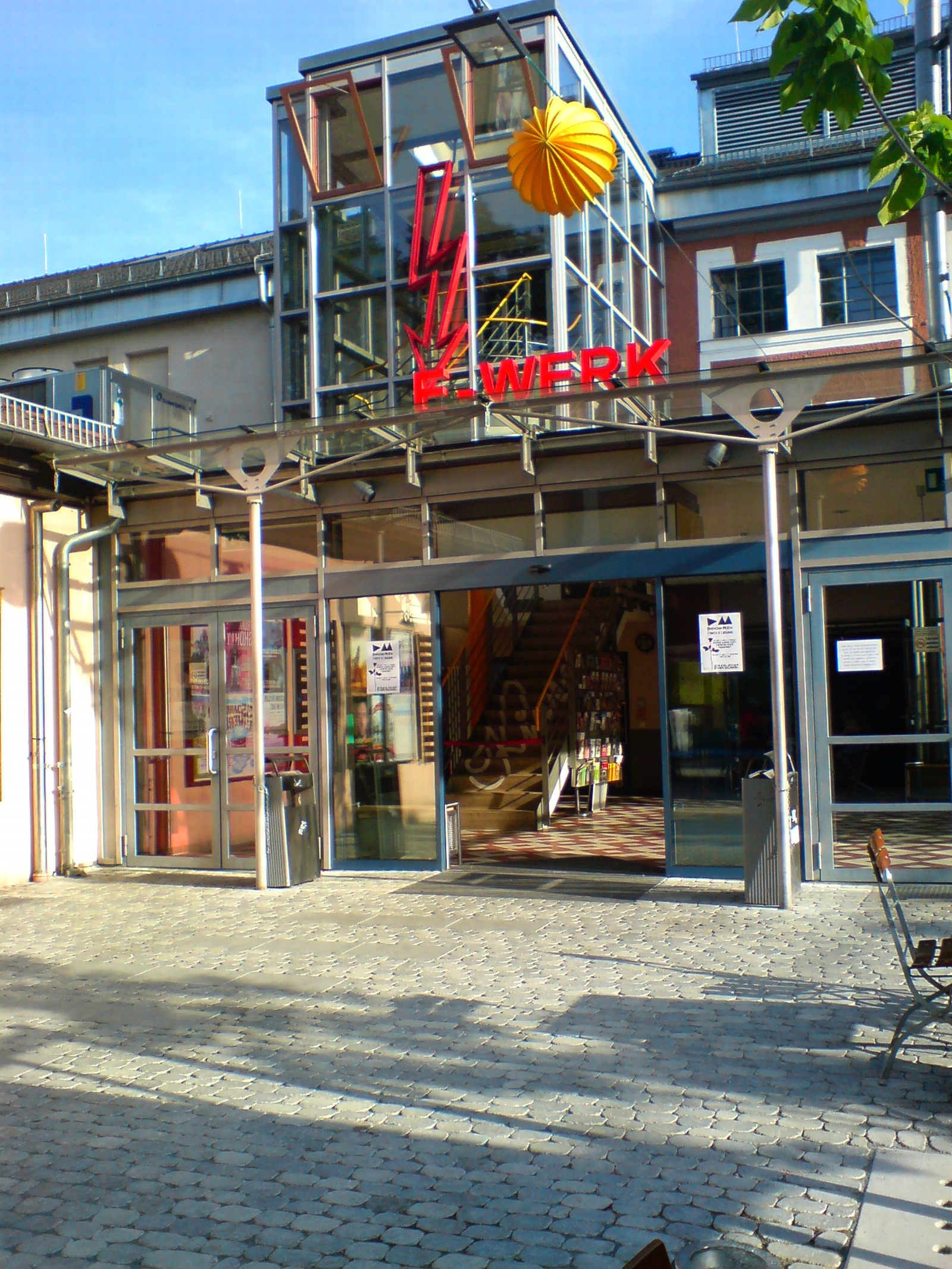
Hofeingang (2017)

## Veranstaltungen
Im Jahr 2015 fanden über tausend Veranstaltungen statt, unter anderem über 227 Konzerte (49.000 Besucher), die insgesamt mehr als 215.000 Besucher anlockten. Im selben Jahr fanden 138 Partys (97.000 Besucher), 38 Festivals und Projekte (15.000 Besucher), 90 Literatur-, Theater und Kleinkunstveranstaltungen (12.500 Besucher) und 25 Bildungsveranstaltungen (4.500) statt. Hinzu kommen hunderte weitere Aktivitäten wie Workshops, Initiativen und Gruppen, Kino, Beratungsangebote sowie Public Viewing, die zusätzlich 34.000 Besucher zählten.
Bands wie die AnnenMayKantereit, Beatsteaks, Beginner, Blumentopf, Cro, Deichkind, Donots, Element of Crime, Einstürzende Neubauten, Fiddler’s Green, Good Charlotte, Idles, Irie Revoltez, Madsen, NOFX, The Offspring, OneRepublic, Jan Delay, J.B.O., Sportfreunde Stiller, Slime, Tocotronic, Tomte und viele andere betraten hier bereits die Bühne.
Das E-Werk tritt auch als Veranstalter in externen Räumlichkeiten auf. Beispielsweise trat 2010 in Zusammenarbeit mit Argo-Konzerte (Jan Delay) in der Arena Nürnberg auf, oder 2013 LaBrassBanda im Park des Studio Franken des Bayerischen Rundfunks in Nürnberg mit mehreren tausend Besuchern. Regelmäßig finden im Neuen Museum Nürnberg Konzerte der Reihe Across statt. Veranstaltungen, die großes Interesse hervorrufen, werden, falls dies terminlich möglich ist, zudem gelegentlich in die Heinrich-Lades-Halle Erlangen verlegt.
Eines der größten regelmäßigen Projekte, ist das Folk im Park-Festival in Nürnberg. Das eintägige Festival findet seit 2011 im dortigen Marienbergpark statt und zieht inzwischen über 1400 Besucher an.

## Struktur und Finanzen
Das Kulturzentrum wird von einer GmbH und einem Verein getragen und hat keine Gewinnabsichten. Hauptförderer ist die Stadt Erlangen, die 591.200 Euro im Jahr 2016 an institutionellen Mitteln bereitgestellt hat. Für einen Kulturbetrieb kommt das E-Werk damit auf einen sehr niedrigen Zuschussanteil von 18,7 Prozent am Gesamthaushalt, der über 3 Millionen Euro beträgt (Stand 2016). Das E-Werk beschäftigt 73 Personen (54 Vollzeitstellen), inklusive drei FSJ-Leistende, sowie zusätzlich ca. 60 Aushilfskräfte im Gastronomiebetrieb. Geschäftsführer ist Bernd Urban, Programmchef Holger Watzka.

## Geschichte

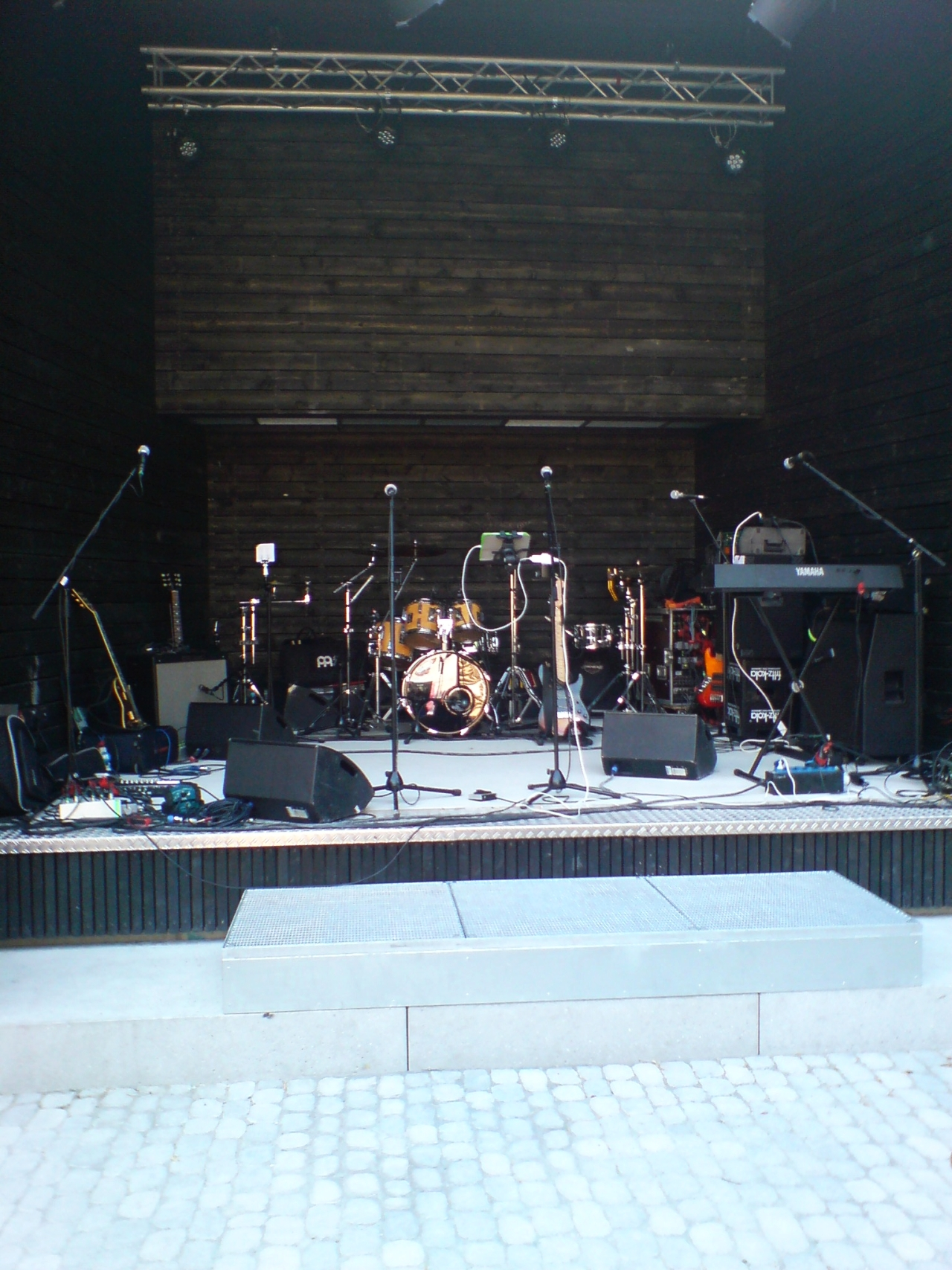
Gartenbühne (2017)

Am 5. Juni 1893 beschloss man den Bau eines städtischen Elektrizitätswerks in Erlangen, im Mai 1901 wurde schließlich mit dem Bau begonnen. Das Gebäude wurde am 28. Januar 1902 in Betrieb genommen, die Gesamtkosten für das Projekte, inklusive des Kabelnetzes, betrugen 500.000 Mark. Sein Ostflügel überbaut den als Bodendenkmal geschützten Graben der barocken Stadtbefestigung der Stadt Erlangen. Zu Beginn kamen Gasturbinen zum Einsatz die Gleichstromgeneratoren zu je 90 kW betrieben. Aufgrund von massiv wachsenden Strombedarfs wurde 1927 die Motorenhalle in Richtung Westen erweitert und die Gasturbinen durch stärkere Dieselmotoren ersetzt, so wurden nun bereits 4095 kW dort erzeugt. Im Jahr 1967 wurde die Stromerzeugung dort eingestellt, bis 1978 diente die Halle als Lagerplatz für die Erlanger Stadtwerke AG.
Das Kulturzentrum entstand aus dem Umzug und der Zusammenlegung des Jazzclub Pupille, sowie dem Jugendclub Sesam, die zuvor im Freizeitzentrum Frankenhof untergebracht waren. Der Jugendclub Sesam war aus früheren Schüler- und Studentenprojekten der 60er, wie dem Club 66, dem Alpha und Baff, hervorgegangen und bestand zwischen Ende 1971 und 1982.
Zwischen 1979 und 1982 wurde das Gebäude umgebaut und am 24. Juli 1982 eröffneten die ersten Bereiche des Kulturzentrums: Kellerbühne, Tanz-Werk und der Mehrzweckbereich (heutige Clubbühne). In den folgenden Jahren wurden auch die Gruppenräume, Büros, das Kino sowie der Saal ausgebaut. Zwischen 2001 und 2007 fand eine Generalsanierung des Gebäudes für insgesamt 3,5 Millionen Euro statt. 2016 begann der Neubau für einen Jugendtreff angrenzend zum E-Werk, sowie die Neugestaltung des Gartens inklusive Ausschank und einer Gartenbühne.